# Thomas Rosenlöcher

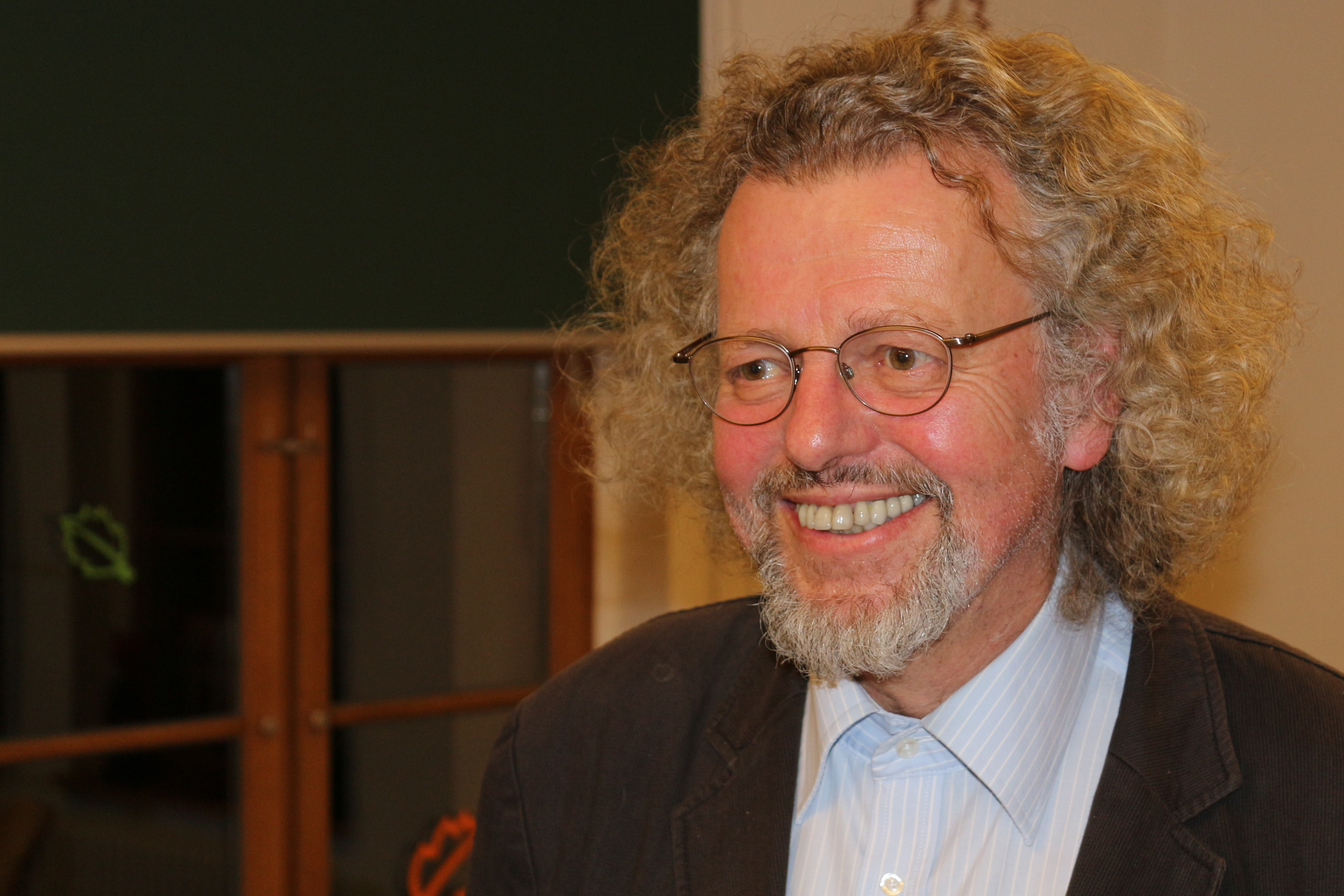
Thomas Rosenlöcher nach einer Lesung 2013

Thomas Rosenlöcher (* 29. Juli 1947 in Dresden; † 13. April 2022 in Kreischa) war ein deutscher Schriftsteller und Lyriker.

## Leben
Thomas Rosenlöcher studierte von 1970 bis 1974 Betriebswirtschaft an der Technischen Universität Dresden und war als Arbeitsökonom tätig. Während dieser Zeit begann er mit dem Schreiben. Von 1976 bis 1979 folgte ein Studium am Literaturinstitut „Johannes R. Becher“ in Leipzig. Danach war Rosenlöcher Mitarbeiter am Kinder- und Jugendtheater in Dresden. Ab 1983 war er freier Schriftsteller. Rosenlöcher war Mitglied der Sächsischen Akademie der Künste und der Akademie der Künste Berlin. Er verfasste Gedichte, Kinderbücher, Essays zur Befindlichkeit der Ostdeutschen und übersetzte ins Niederländische.
1993 war Rosenlöcher erster Heinrich-Heine-Stipendiat des Literaturbüro Lüneburg e. V. und einige Monate Gast im Heinrich-Heine-Haus in Lüneburg. Anfang Juni 2008 reiste er als Gast des vom Goethe-Institut initiierten türkisch-deutschen Stadtschreiberprojektes Yakın Bakış für zwei Wochen an den Tigris, nach Diyarbakır in der Türkei.
Rosenlöcher war verheiratet, hatte drei Kinder und lebte und schrieb in Beerwalde/Erzgebirge und Dresden. Er starb im April 2022 im Alter von 74 Jahren nach einer schweren Erkrankung.

## Werk und Rezeption
Rosenlöchers Lyrik ist geprägt von der Beobachtung der Natur und der Andacht zum Kleinen. Für diese Liebe zum Fragmentarischen wurde er gerühmt und beargwöhnt. Seine poetische Bildkraft, die von Ironie wie Heiterkeit und nachfragender Ernsthaftigkeit beeinflusst ist, lässt auch im Idyll keine Behaglichkeit aufkommen.
Die  Dresdner Tageszeitung Die Union veröffentlichte schon 1989 aktuelle Reflexionen des Lyrikers in zwei Teilen. Der erste Teil erschien unter dem Titel Herbsttage – Tagebuchnotizen von Thomas Rosenlöcher  in der Ausgabe vom 20. Oktober mit vier September- und zwei Oktobertagen. In der Ausgabe vom 9./10. Dezember gab es den zweiten Teil mit der Überschrift „Thomas Rosenlöcher – Herbsttage, Dresdener Tagebuch, Teil 2“ mit elf Oktober- und vier Novembertagen. Diesem zweiten Teil stellte die Kulturredaktion folgende Zeilen voran: „Thomas Rosenlöcher hat seine vielbeachteten Tagebuchnotizen weitergeführt. Da er es in erster Linie für die Dresdner tat, meinen wir, daß der Abdruck auch mit zeitlichem Verzug noch reizvoll sein kann. Ein Autor, der sich sonst vornehmlich im Gedicht äußert, bietet seine subjektive Sicht auf die Ereignisse der vergangenen Herbsttage. Wir möchten ihn zu weiteren Notizen ermuntern, weniger im Hinblick auf die Veröffentlichung in Fortsetzungen, als vielleicht auf ein künftiges Buch, das Dokument und Spiegel der gegenwärtigen Ereignisse sein könnte.“
Im Westen Deutschlands erlangte er erst im Zusammenhang mit der Wende und seinem im Suhrkamp Verlag erschienenen Buch Die verkauften Pflastersteine. Ein Tagebuch Aufmerksamkeit. Auch in seinen folgenden literarischen Geschichtschroniken erzählte er vom Übergang von Ost nach West. Thomas Rosenlöcher äußerte sich in zahlreichen Essays und Artikeln zu aktuellen Ereignissen und galt als ein kritischer Beobachter der Gegenwart; so bezog er z. B. 2008 Stellung gegen den bevorstehenden Bau der Waldschlößchenbrücke und meldete sich 2012 zum Schicksal des Suhrkamp Verlags zu Wort.

## Werke

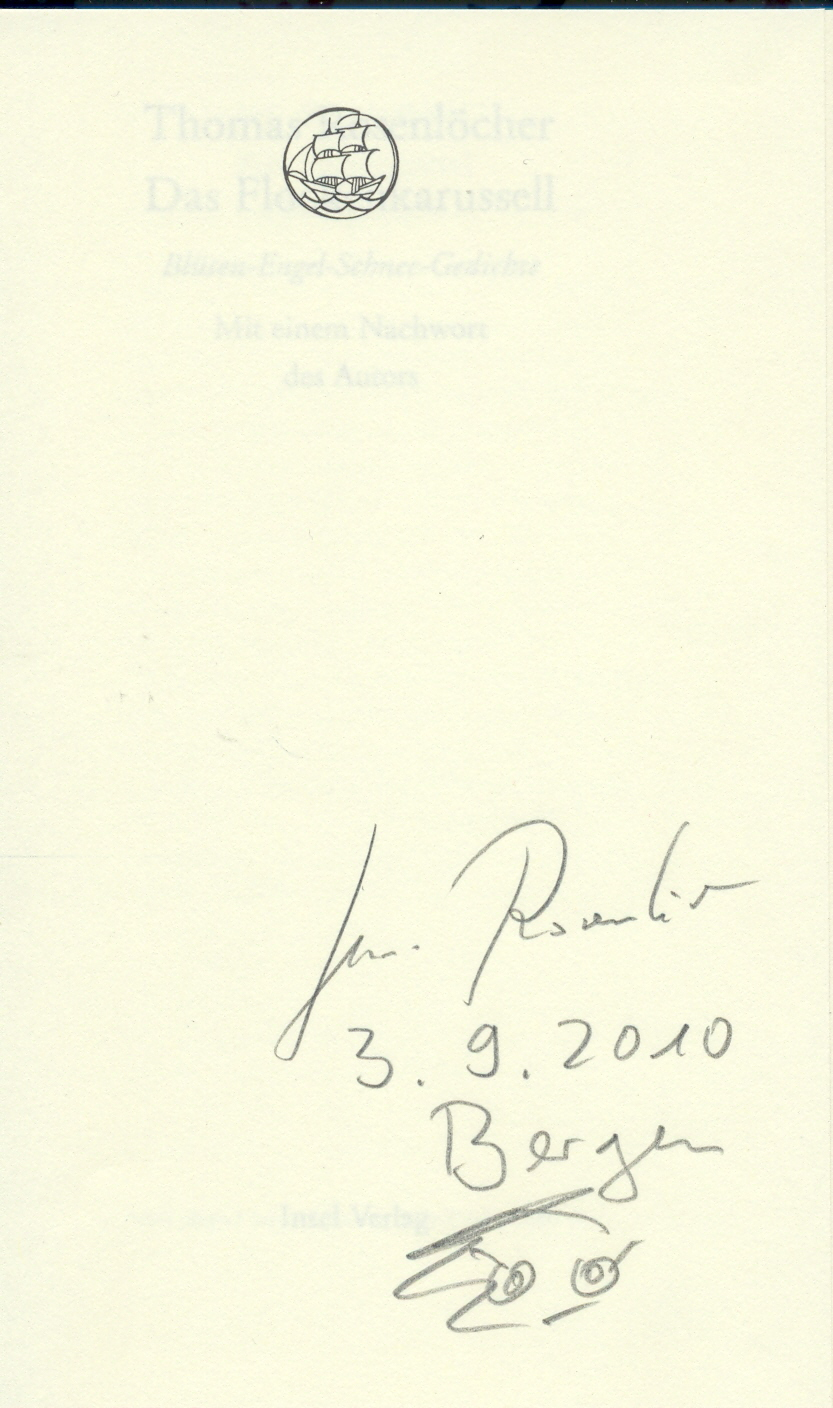
Autograph von Thomas Rosenlöcher

- Ich lag im Garten bei Kleinzschachwitz. Gedichte und zwei Notate. Mitteldeutscher Verlag, Halle / Leipzig 1982.
- mit Albrecht von Bodecker (Bilder): Herr Stock geht über Stock und Stein. Kinderbuchverlag, Berlin 1987, ISBN 3-358-00149-0.
- Schneebier. Gedichte. Mitteldeutscher Verlag, Halle / Leipzig 1988, ISBN 3-354-00739-7.
- Das langgestreckte Wunder. Illustriert von Karl-Heinz Appelmann. Kinderbuchverlag, Berlin 1989, ISBN 3-358-01355-3.
- Die verkauften Pflastersteine. Dresdener Tagebuch. Suhrkamp, Frankfurt am Main 1990, ISBN 3-518-11635-5.
- Der Mann, der ein Flußpferd war. Mit Bildern von Karl-Heinz Appelmann. Altberliner Verlag, Berlin 1991, ISBN 3-357-00337-6.
- Die Wiederentdeckung des Gehens beim Wandern. Harzreise. Suhrkamp, Frankfurt am Main 1991, ISBN 3-518-11685-1.
- Die Dresdner Kunstausübung. Gedichte. Suhrkamp, Frankfurt am Main 1996, ISBN 3-518-40800-3.
- Ostgezeter. Beiträge zur Schimpfkultur. Suhrkamp, Frankfurt am Main 1997, ISBN 3-518-12023-9.
- Ich sitze in Sachsen und schau in den Schnee. 77 Gedichte. Suhrkamp, Frankfurt am Main 1998, ISBN 3-518-40991-3.
- Am Wegrand steht Apollo. Wiepersdorfer Tagebuch. Gedichte. Insel Verlag, Frankfurt am Main / Leipzig 2001, ISBN 3-458-19224-7.
- Liebst Du mich, ich liebe Dich. Geschichten zum Vorlesen. Insel Verlag, Frankfurt am Main / Leipzig 2002, ISBN 3-458-19236-0.
- Das Tischwunder. Karl Mickels Gedicht „Der Tisch“. Keicher, Warmbronn 2003, ISBN 3-932843-58-4.
- Das Eisen blitzen sehen. Drei Kapitel über Eduard Mörike. Keicher, Warmbronn 2004, ISBN 3-932843-90-8.
- Wie ich in Ludwig Richters Brautzug verschwand. Zwei Dresdner Erzählungen. Insel Verlag, Frankfurt am Main /Leipzig 2005, ISBN 3-458-19266-2.
- Das langgestreckte Wunder. Illustriert von Jacky Gleich. Hinstorff, Rostock 2006, ISBN 3-356-01130-8.
- Das Flockenkarussell. Blüten-Engel-Schnee-Gedichte. Insel Verlag, Frankfurt am Main / Leipzig 2007, ISBN 978-3-458-19296-1.
- Der Mann, der noch an den Klapperstorch glaubte. Mit Bildern von Maja Bohn. Hinstorff, Rostock 2007, ISBN 978-3-356-01225-5.
- Der Mann, der lieber tot sein wollte. Illustriert von Jacky Gleich. Hinstorff, Rostock 2010, ISBN 978-3-356-01389-4.
- Thomas Rosenlöcher (= Poesiealbum. 286). Märkischer Verlag, Wilhelmshorst 2010, ISBN 978-3-931329-86-0.
- Hirngefunkel. Gedichte. Insel Verlag, Berlin 2012, ISBN 978-3-458-19369-2.
- Das Gänseblümchen, die Katze & der Zaun. Illustriert von Verena Hochleitner. Tyrolia Verlag, Innsbruck 2015, ISBN 978-3-7022-3437-9.
- «Blühet ihr Linden in Sachsen, wie Zedern!» – Wie die Kantate «Tönet ihr Pauken! Erschallet Trompeten» entstand. Vortrag zur Bach-Kantate BWV 214 am 14. August 2014. J. S. Bach-Stiftung, St. Gallen 2015. (online)
  - auf DVD: Johann Sebastian Bach: Tönet, ihr Pauken, erschallet, Trompeten. Kantate BWV 214.  Johannette Zomer (Sopran), Michaela Selinger (Alt), Johannes Kaleschke (Tenor), Klaus Mertens (Bass), Chor und Orchester der J. S. Bach-Stiftung, Rudolf Lutz (Leitung). Samt Einführungsworkshop sowie Reflexion von Thomas Rosenlöcher. Gallus Media, 2016.[9]

### Herausgabe
- Eduard Mörike: Eduard Mörike. Unabhängige Verlags-Buchhandlung Ackerstraße, Berlin 1991, ISBN 3-86172-025-6.
- mit Christoph Buchwald: Rückseiten, Ränder. Jahrbuch der Lyrik 8. Luchterhand, Darmstadt 1992, ISBN 3-630-71022-0.
- Friedrich Schiller: Schöne Welt, wo bist du? Gedichte. Insel Verlag, Frankfurt am Main / Leipzig 2005, ISBN 3-458-34776-3.
- Heinrich Heine: Deutschland. Ein Wintermärchen. Insel Verlag, Frankfurt am Main / Leipzig 2005, ISBN 3-458-34853-0.
- Paul Fleming: Ich habe satt gelebt. Gedichte. Insel Verlag, Frankfurt am Main / Leipzig 2009, ISBN 978-3-458-19320-3.

### Hörbuch
Dichtung des 20. Jahrhunderts: Meine 24 sächsischen Dichter. Hrsg. Gerhard Pötzsch. 2 CDs. Militzke Verlag, Leipzig 2009, ISBN 978-3-86189-935-8.

### Hörspiele
- 1988: Das Gänseblümchen – Regie: Werner Grunow (Kinderhörspiel – Rundfunk der DDR).

## Auszeichnungen
- 1983: Förderpreis des Mitteldeutschen Verlages Halle und des Literaturinstituts Leipzig
- 1989: Georg-Maurer-Preis der Stadt Leipzig
- 1990: Stipendium Künstlerhaus Edenkoben
- 1990: Förderpreis zum Hugo-Ball-Preis
- 1991: Märkisches Stipendium für Literatur und F.-C.-Weiskopf-Preis
- 1993: Schubart-Literaturpreis der Stadt Aalen
- 1993: Stipendium Heinrich-Heine-Haus der Stadt Lüneburg
- 1996: Erwin-Strittmatter-Preis
- 1999: Friedrich-Hölderlin-Preis der Universität und der Stadt Tübingen
- 1998/1999: Lesereise zum Preis der LiteraTour Nord
- 2000: Kulturpreis Harz
- 2002: Kunstpreis der Landeshauptstadt Dresden
- 2002: Stipendium der Calwer Hermann-Hesse-Stiftung
- 2004: Wilhelm-Müller-Preis des Landes Sachsen-Anhalt
- 2005: Stipendium der Deutschen Akademie Rom Villa Massimo
- 2006: Künstlerhof-Schreyahn-Stipendium
- 2008: Hölty-Preis für Lyrik der Landeshauptstadt Hannover
- 2008: Stipendium Künstlerhaus Edenkoben
- 2010/2011: Stadtschreiber von Bergen
- 2012: Stipendium des Freundeskreises Schloss Wiepersdorf
- 2015: Kröte des Monats November, für Das Gänseblümchen, die Katze & der Zaun, illustriert von Verena Hochleitner
- 2017: Ehrengabe der Deutschen Schillerstiftung